# Parroquia Inmaculado Corazón de María (Bahía Blanca)
La Parroquia Inmaculado Corazón de María es un templo católico, ubicado en Zelarrayán 741 de la ciudad de Bahía Blanca, Provincia de Buenos Aires, Argentina. Pertenece a la Congregación de los Misioneros Hijos del Inmaculado Corazón de María, popularmente conocidos como Claretianos (en latín: Cordis Mariæ Filius, C.M.F.), dentro de la Arquidiócesis de Bahía Blanca. 
La Parroquia se encuentra dentro de la Provincia Claretiana “San José del Sur”, que abarca los países de Argentina, Uruguay, Paraguay y Chile.

## Historia

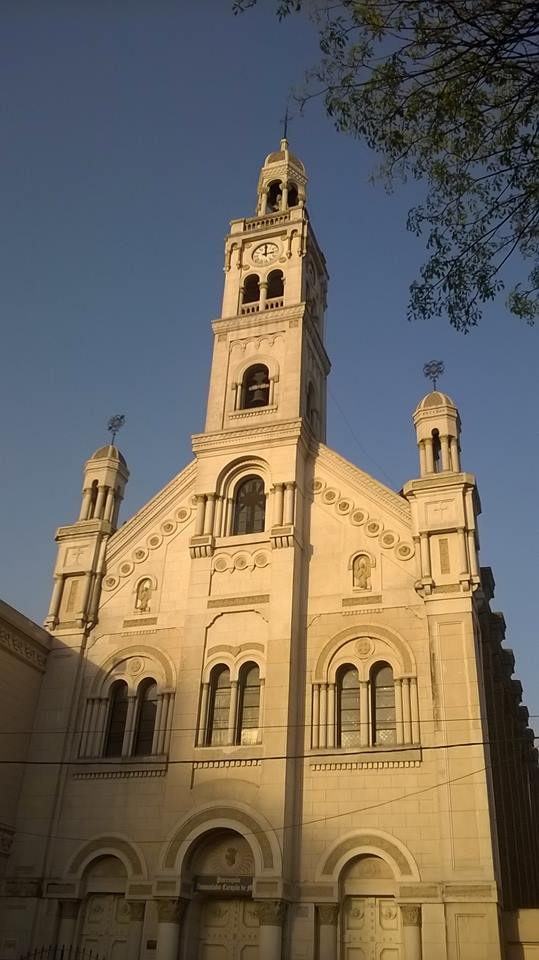
Fachada de la Parroquia Ido. Corazón de María Bahía Blanca.

En la primera década del siglo XX, los Misioneros Claretianos se establecieron en Bahía Blanca, habiendo estado unos dos años en la vecina ciudad de Punta Alta. En Bahía Blanca, en 1912 compraron un terreno en calle Zelarrayán al 700, y comenzaron la construcción de una Capilla provisoria.
El 26 de agosto de 1923 comenzó la construcción del Templo y Casa Parroquial actuales. El Templo fue bendecido e inaugurado el 12 de octubre de 1929. En el año 1951 la Arquidiócesis Bahiense creó la Parroquia Inmaculado Corazón de María.

## Templo parroquial

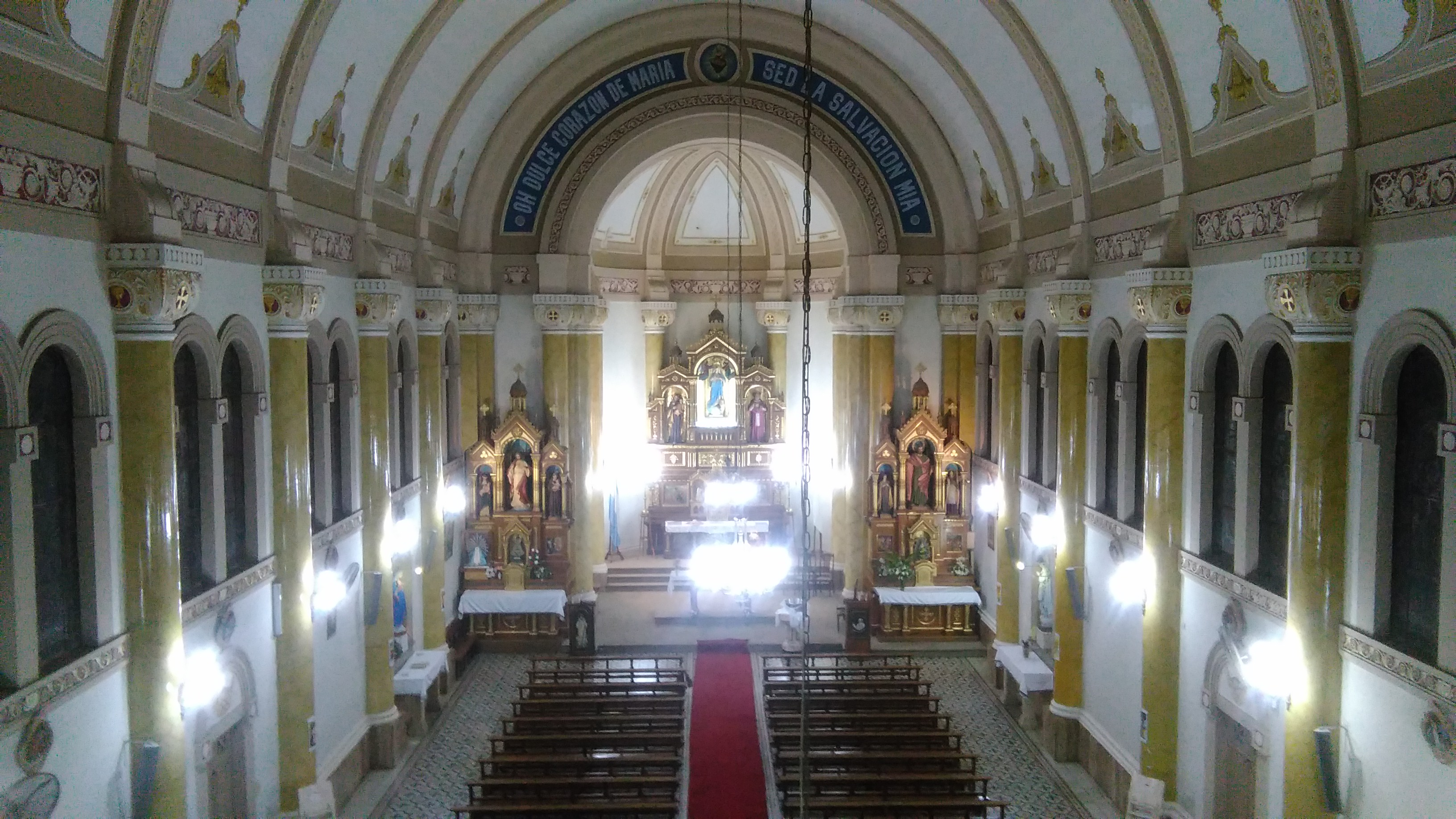
Vista interior desde el coro elevado. Se observa la iluminación LED y los preparativos para Casamiento

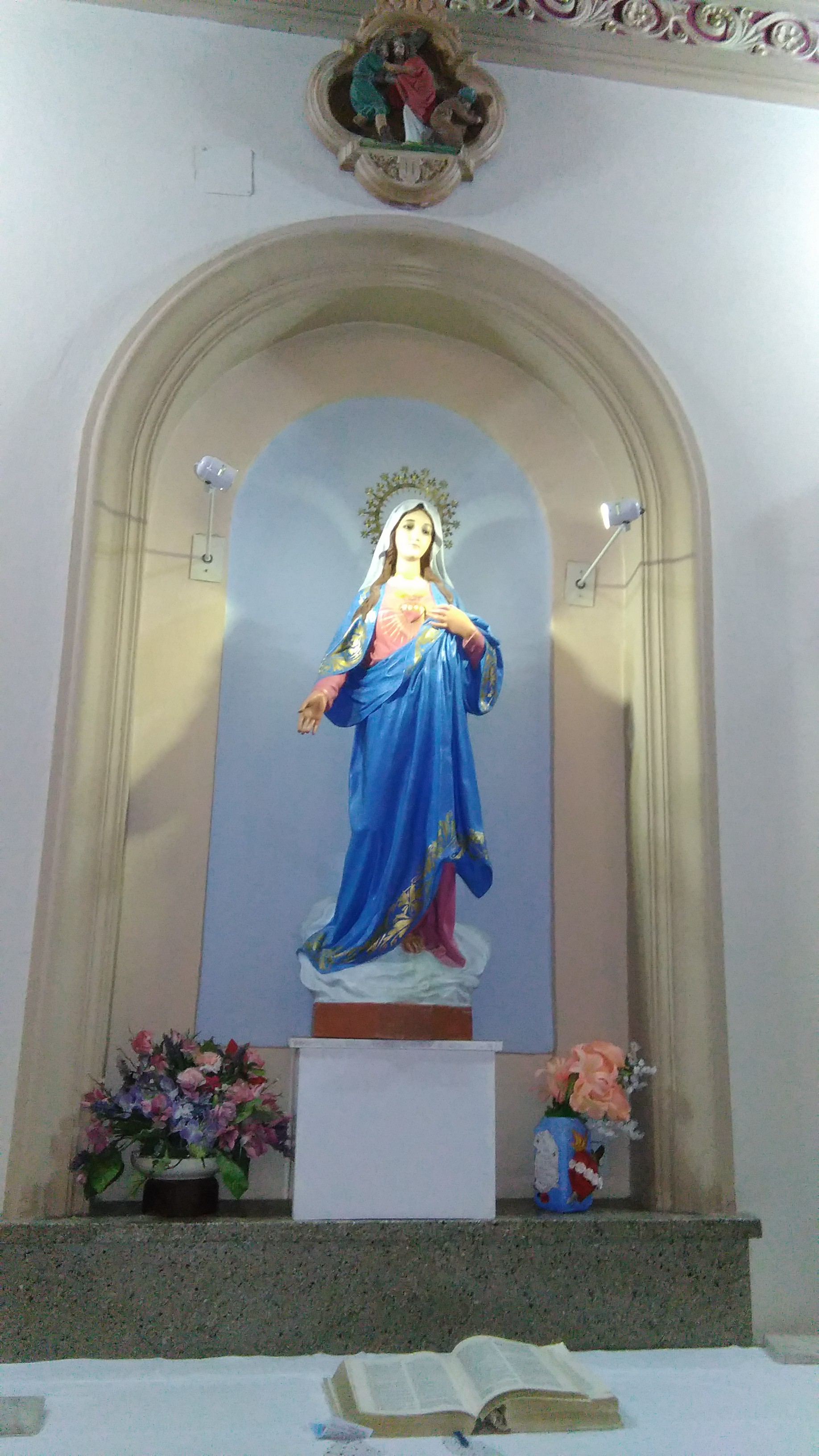
Imagen del Corazón de María en el Templo.

El templo posee una única nave central, de 12 metros de ancho por 40 metros de largo, con una altura interior de 15 metros. El estilo del templo es neo-románico y posee elementos bizantinos. 
Su fachada posee tres torres: dos laterales y una central. La torre central posee de 40 metros de altura, con una imagen de la Virgen María en su parte superior, rematada por una cruz. En otros niveles de la misma torre, se encuentran el campanario y reloj en las cuatro caras.
El interior del templo se caracteriza por su amplio espacio y por la iluminación natural difusa que ingresa por las series de vitrales.
Al ingresar al templo, sobre ambos laterales, se hallan dos imágenes, la del Inmaculado Corazón de María y la de Nuestra Señora de Fátima.
En el centro del Templo se encuentra el Altar Mayor con la imagen patronal, y se complementa con dos Altares menores a ambos lados. Todos ellos son de madera tallada y fileteada en dorado. 
En el interior también se encuentran el Reclinatorio, la Sacristía, el Confesionario y el Coro elevado. En el 2015 fue inaugurado el Cinerario Parroquial. En 2017 se cambió la iluminación principal del templo a tecnología LED.

## Colegio Claret
A pedido de un grupo de laicos de la Parroquia, se adquirió un terreno en inmediaciones de la Parroquia, con el objetivo de crear un Colegio. En 1962, se inauguró el "Colegio Claret". Dicha institución mixta cuenta con un Jardín de Infantes, y educación de nivel Primario y Secundario.

## Jurisdicción parroquial
En su jurisdicción se encuentran las Capillas del Hospital Regional Español y del Hospital Municipal de Agudos "Dr. Leónidas Lucero".

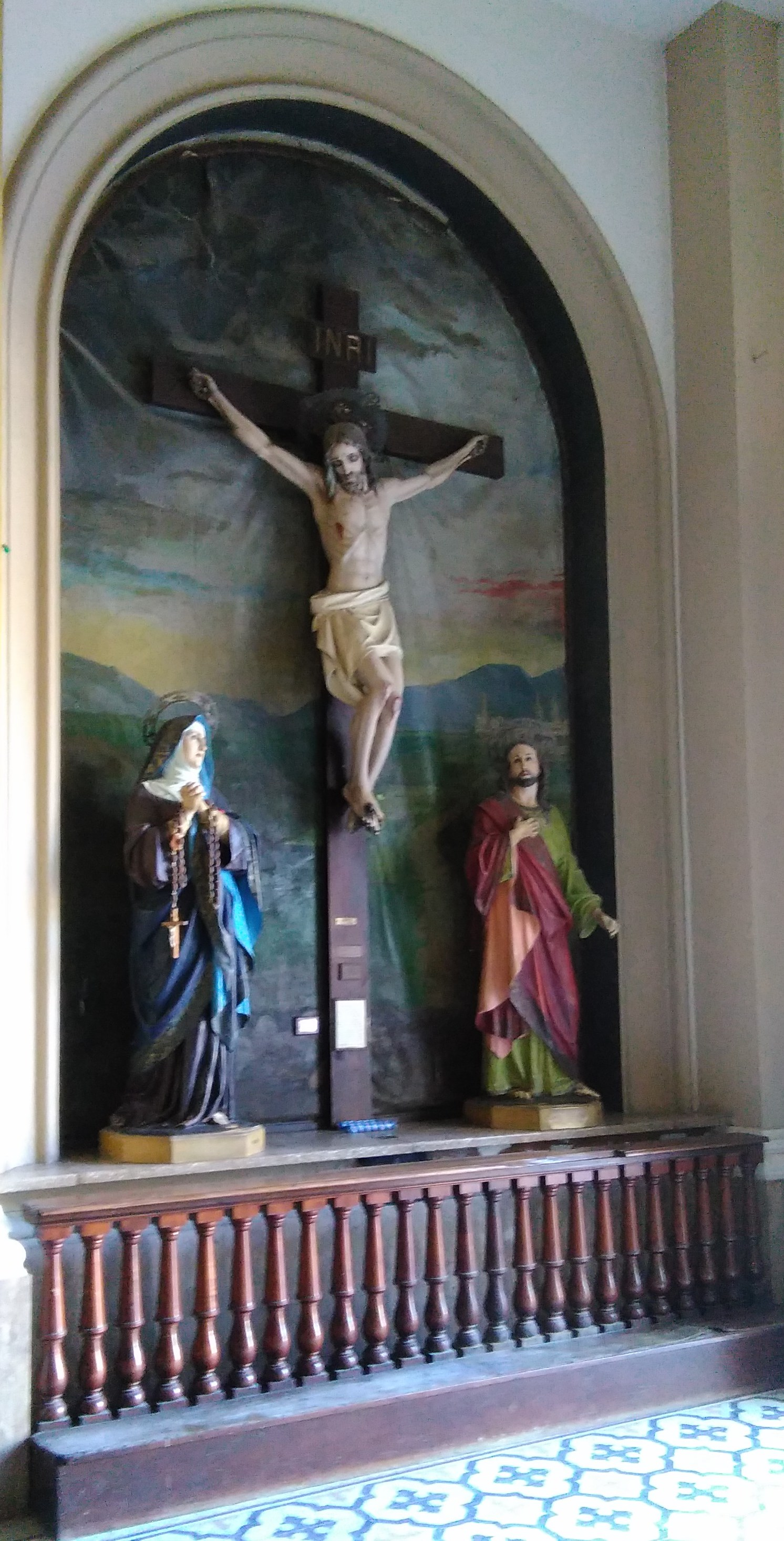
Reclinatorio Lateral
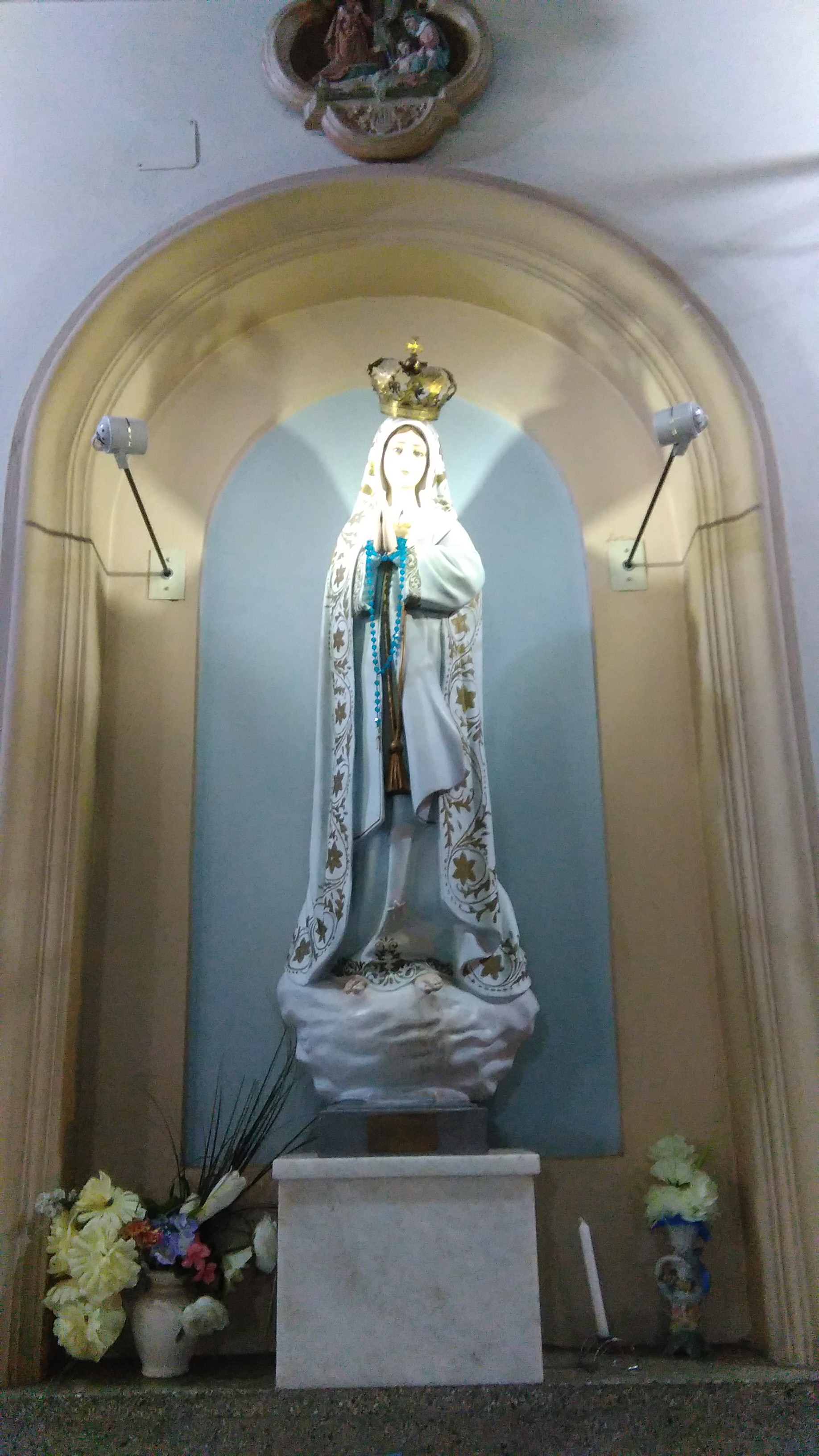
Nuestra Señora de Fátima
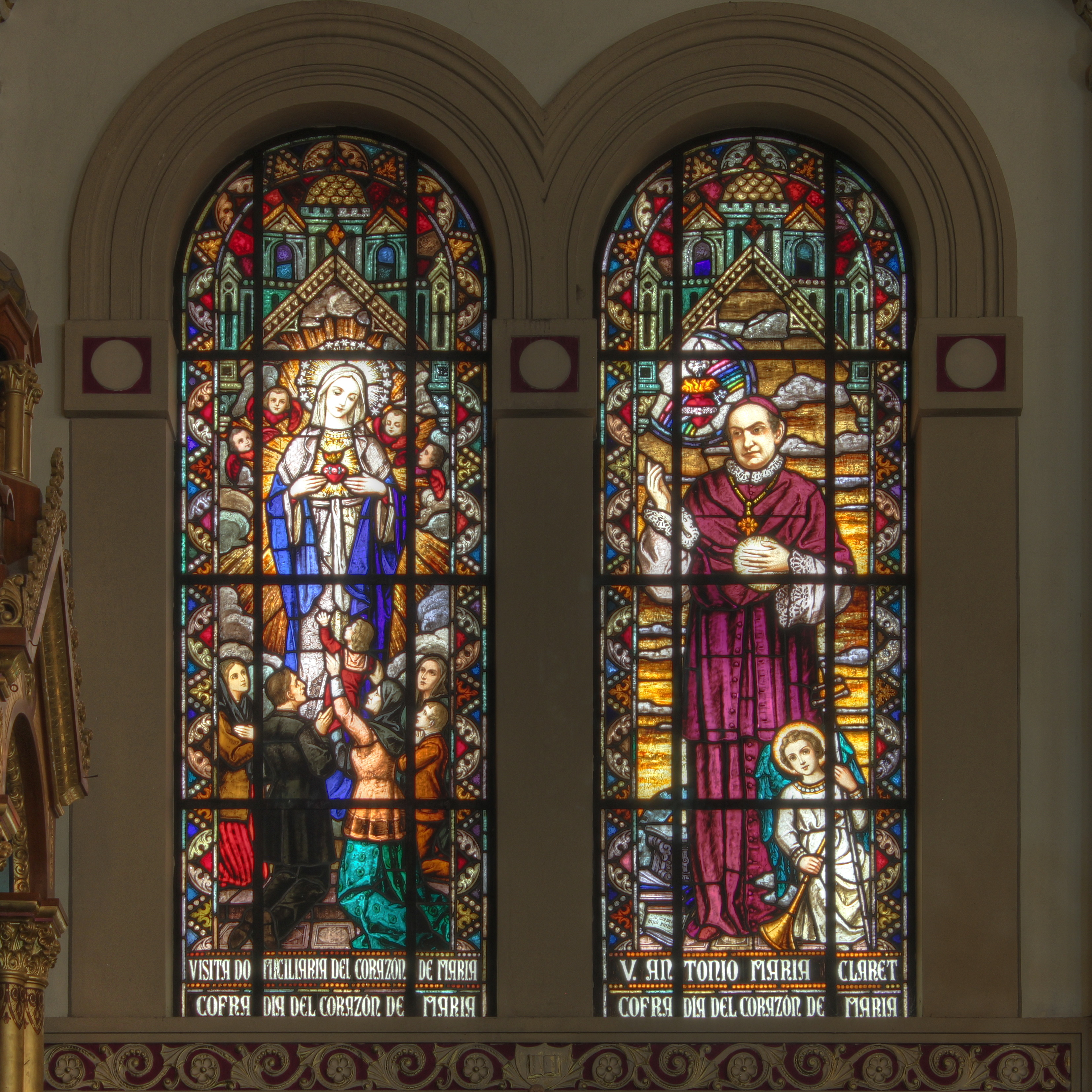
Imagen de la Visita Domiciliaria del Corazón de María y San Antonio María Claret
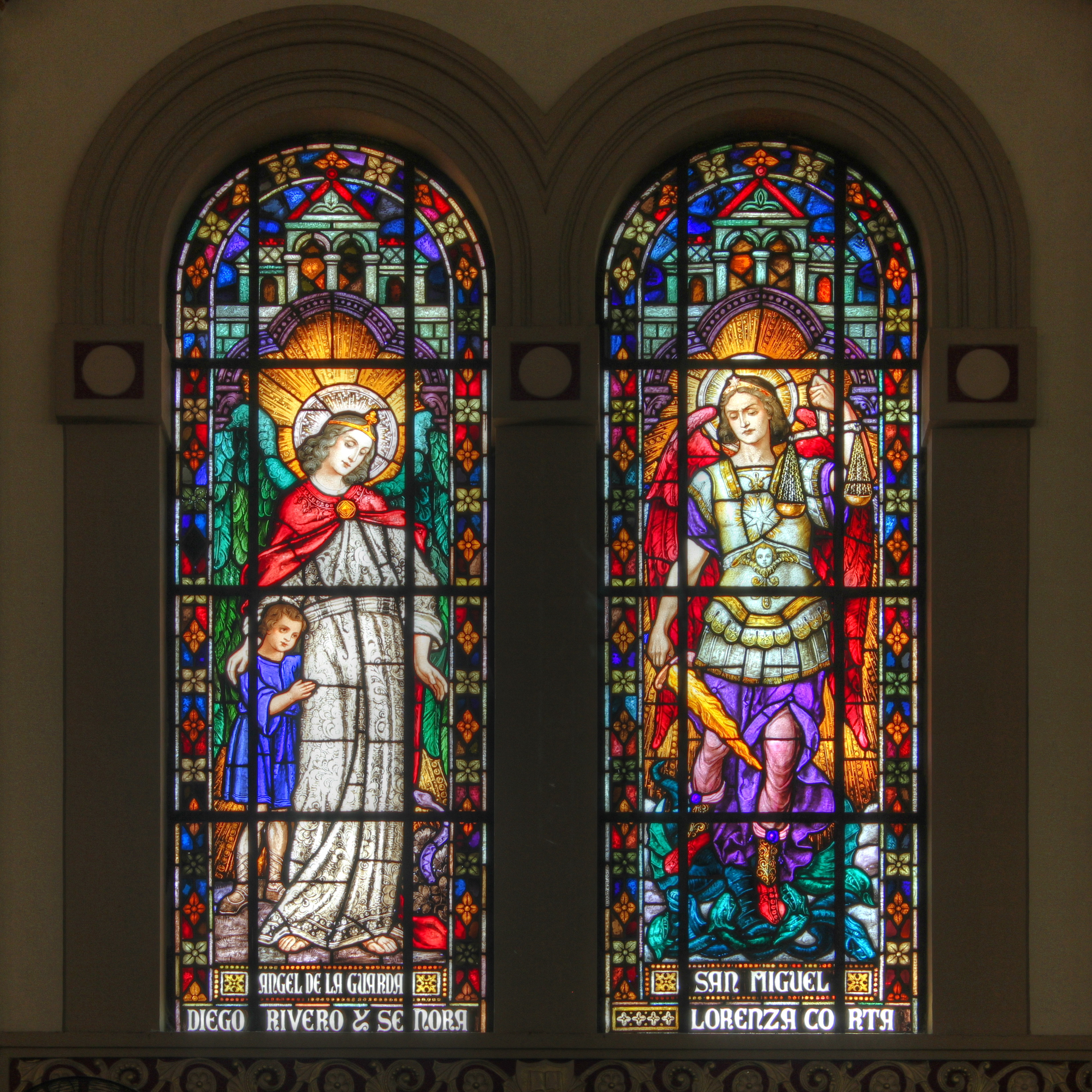
Imagen del Ángel de la Guarda y San Miguel
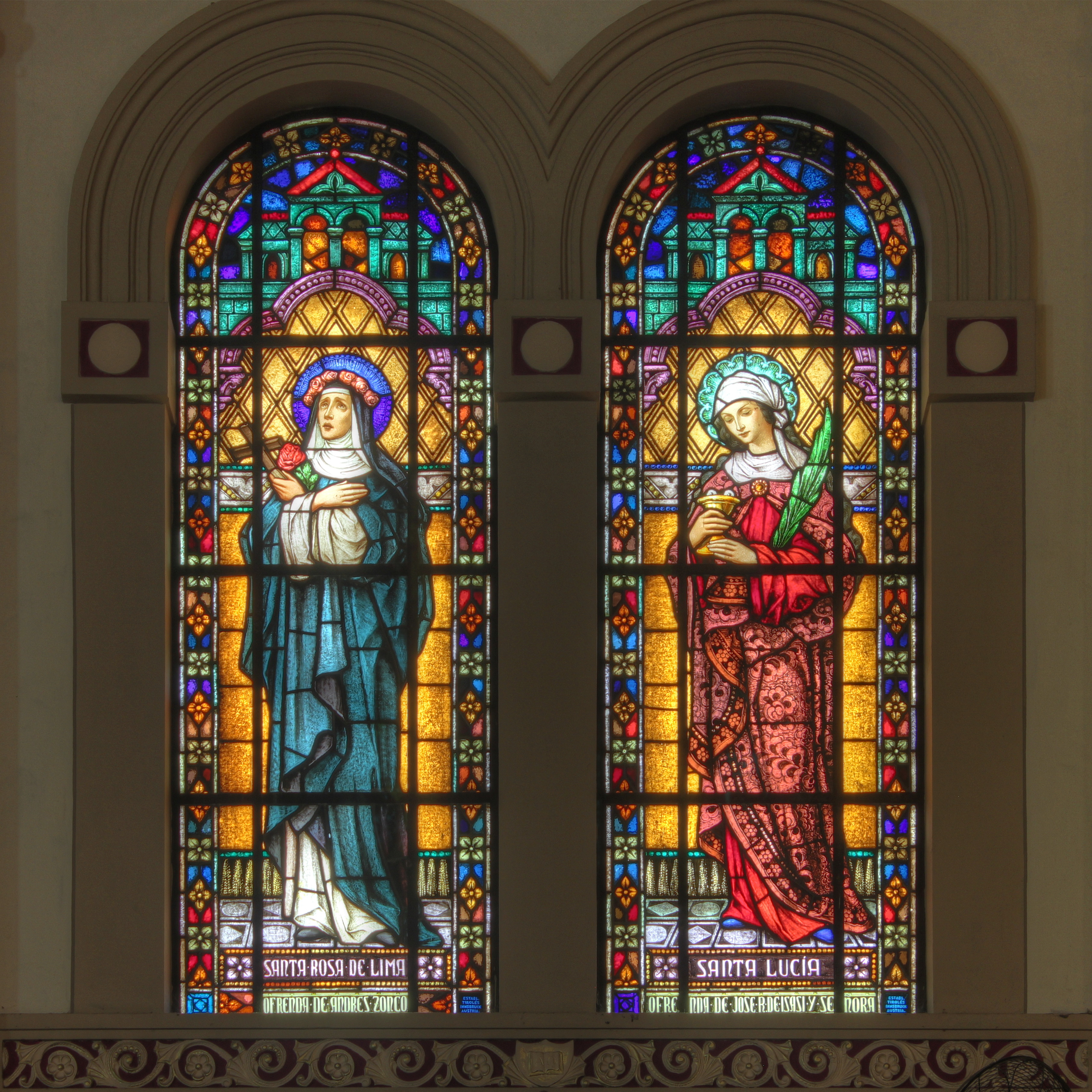
Imagen de Santa Rosa de Lima y Santa Lucía
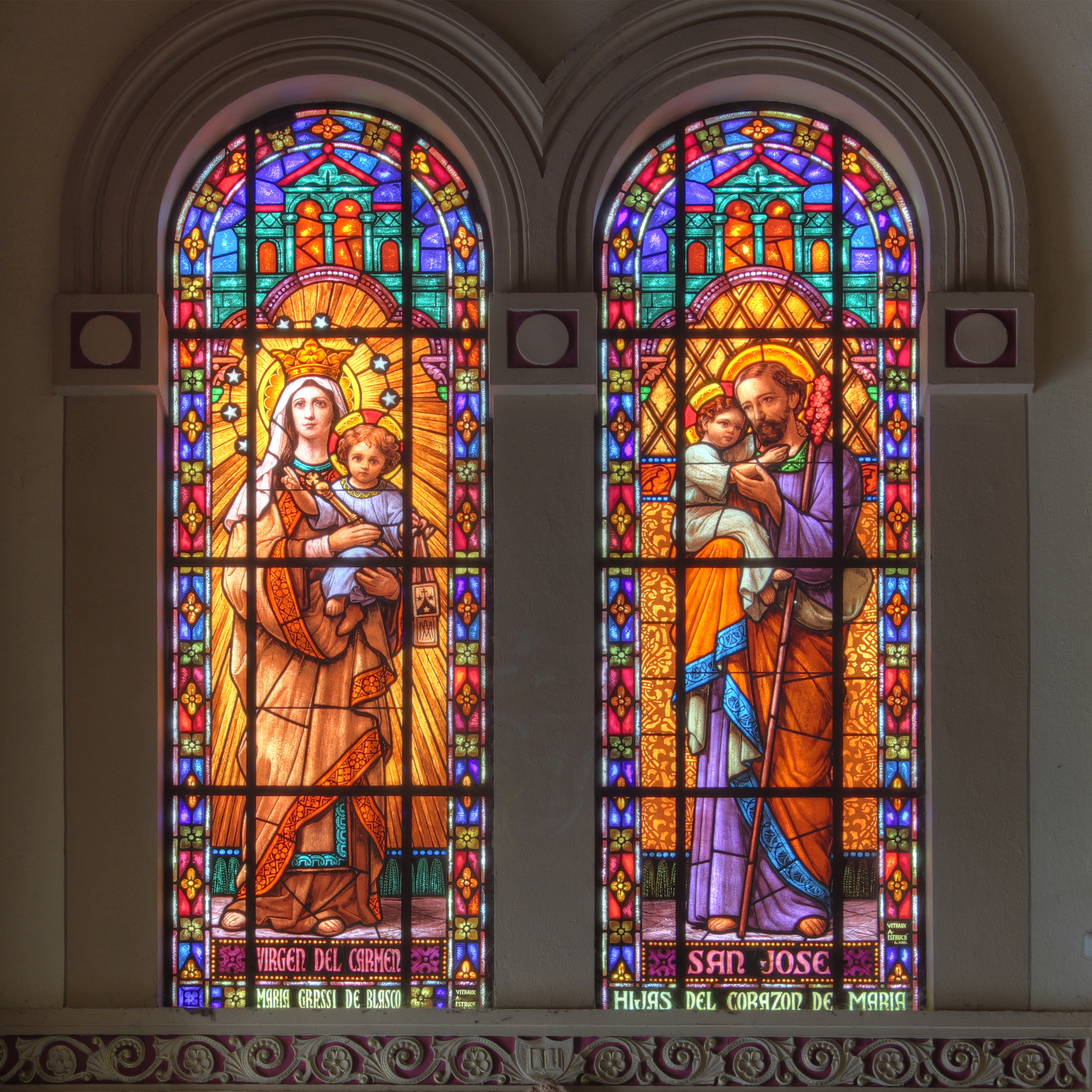
Vitral: imagen de la Virgen del Carmen y San José
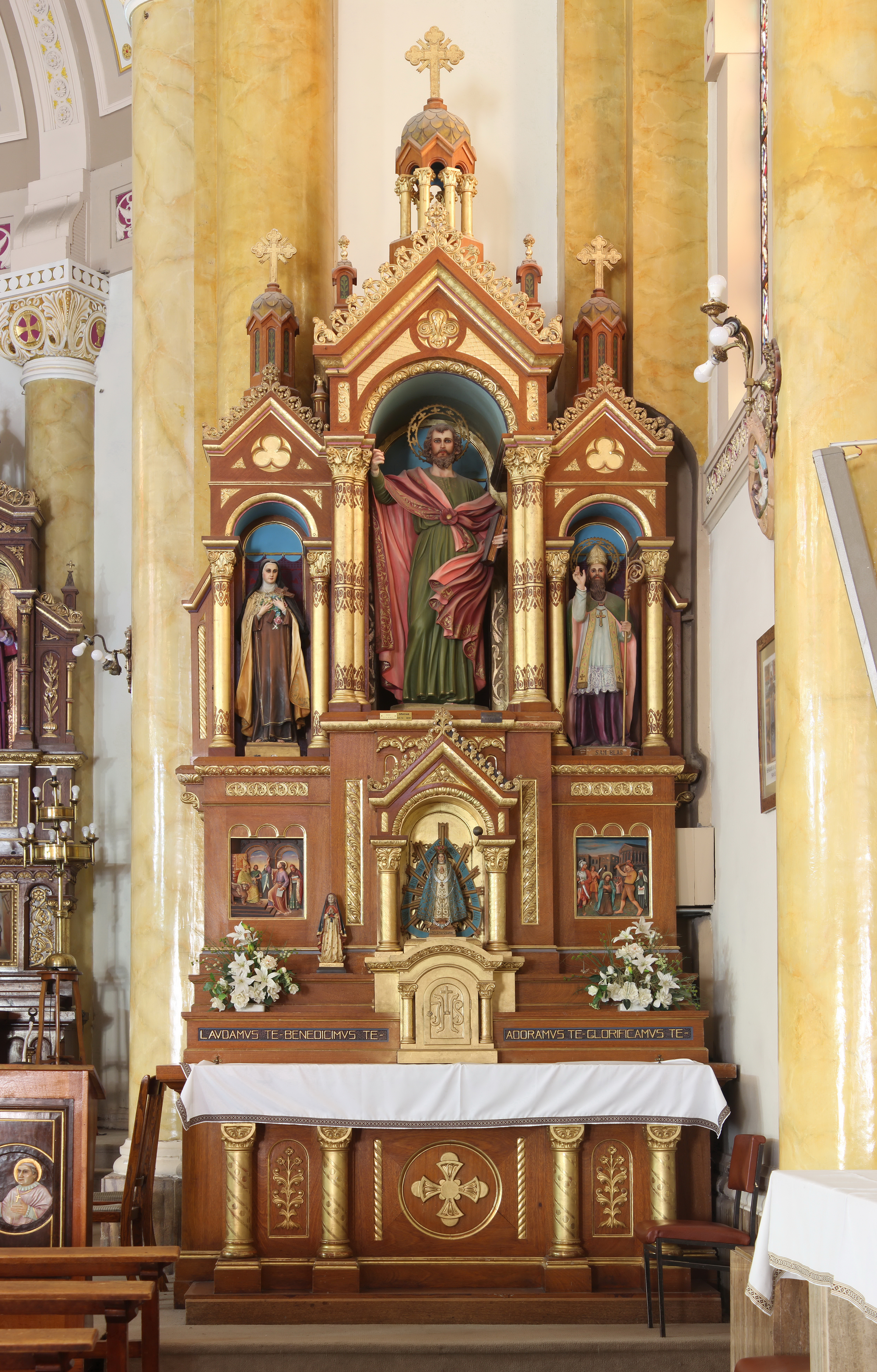
Altar menor